# Renault Type Y
La Renault Type Y est un modèle d'automobile de la marque Renault conçue et produite par Louis Renault en 1905.

## Historique

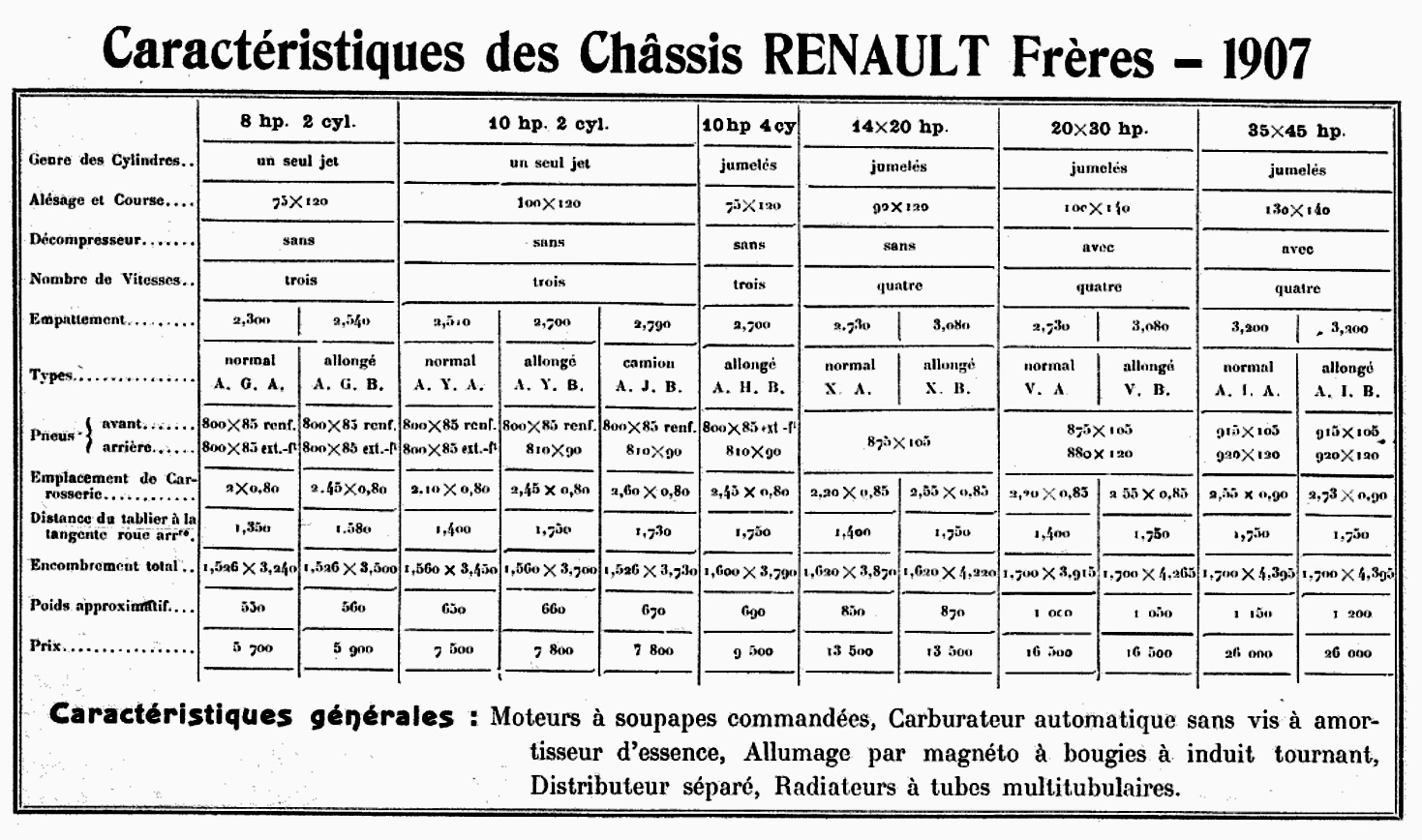
Caractéristiques des modèles Renault A.Y.A et A.Y.B et A.J.B (Camion)

La Renault Type Y est équipée d'un moteur deux cylindres de 1 885 cm3 d'une puissance fiscale de 10 HP pouvant atteindre entre 40 et 50 km/h en troisième (prise directe).
Une version moins puissante de la Type Y est développée : la Type Z.
En 1906, la Type Y devient la Type AJ, proposée uniquement en véhicule de livraison. 

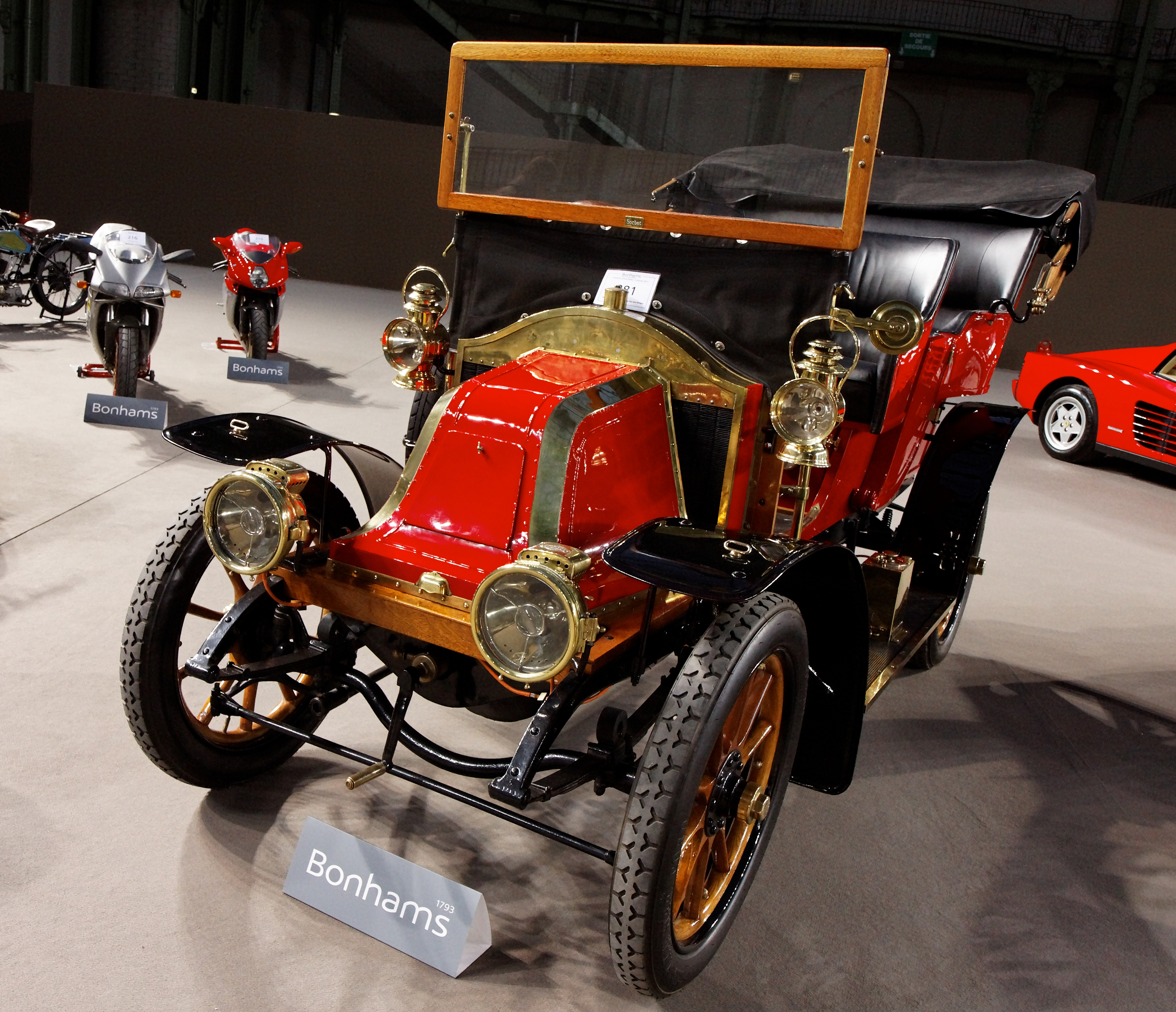
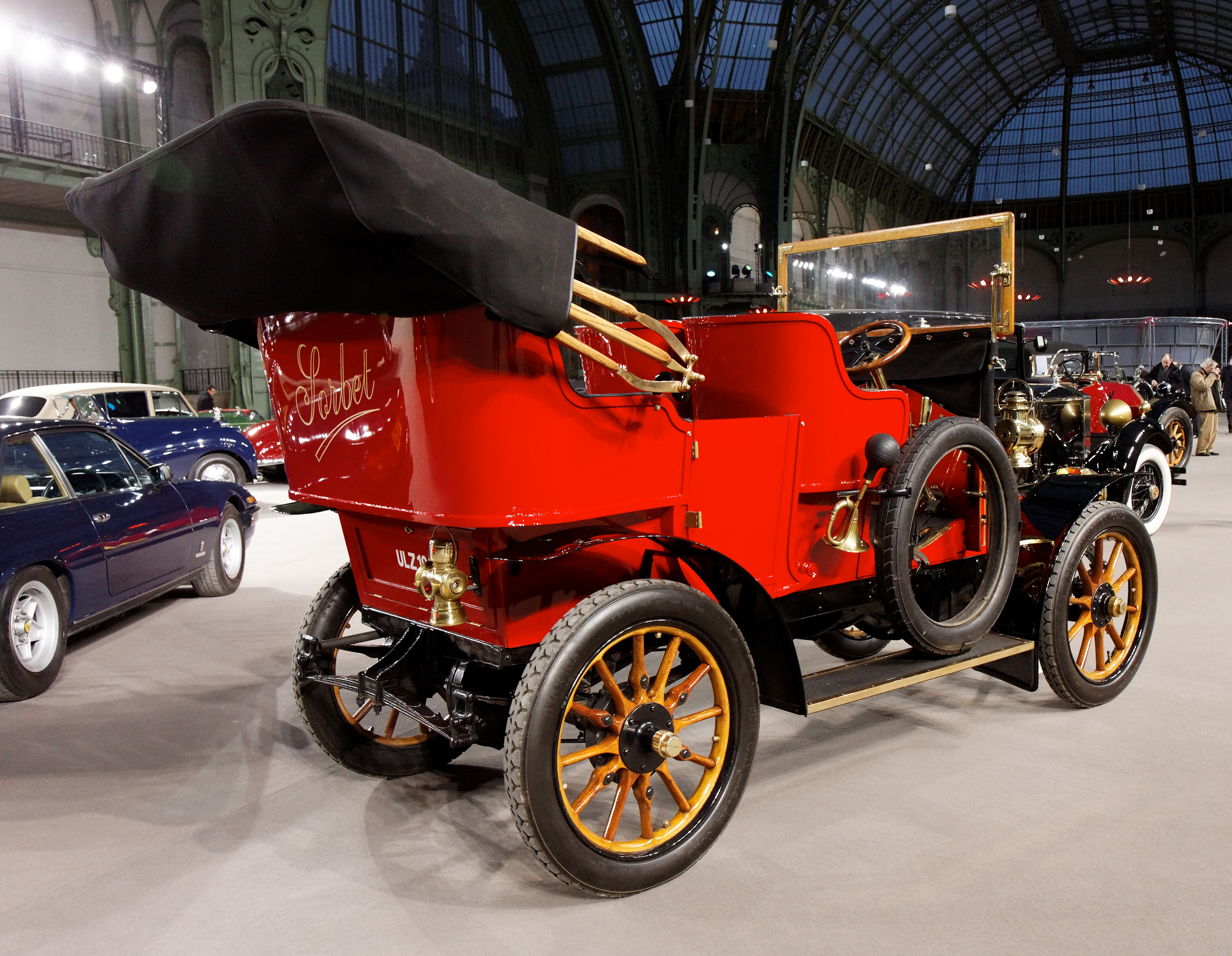